# Jungfreisinnige Schweiz
Die Jungfreisinnigen Schweiz (JFS) bilden eine liberale Jungpartei. Gemäss ihren Statuten besteht eine festgeschriebene Zusammenarbeit mit der FDP.Die Liberalen. Ebenso fordern die Statuten die Entsendung eines Vertreters in den Vorstand der FDP.Die Liberalen und in weitere Gremien der Mutterpartei.

## Organisation und Ziele
Die Jungfreisinnigen vertreten wirtschaftlich und staatspolitisch eine marktliberale Linie und sind gesellschaftspolitisch liberal. Die Jungpartei hat gemäss eigenen Angaben schweizweit 4700 Mitglieder. Mitglied werden können Personen bis zu 35 Jahren (Mindestalter variiert je nach Kanton). Präsident der Jungfreisinnigen Schweiz ist der Basler Jonas Lüthy.
Am 12. April 2008 schlossen sich die Jungfreisinnigen mit der Partei der Jungliberalen zusammen, wobei der Name Jungfreisinnige Schweiz beibehalten, aber zu Giovani Liberali Radicali Svizzera auf Italienisch und Jeunes Libéraux-Radicaux Suisse auf Französisch geändert wurde. Die Jungfreisinnigen Schweiz sind der Dachverband der jungfreisinnigen Kantonalparteien, die ebenfalls durch Fusion der jungen Freisinnigen und Liberalen auf kantonaler Ebene erweitert wurden. Am Kongress 2016 wurde ein Dachverband der Basler Jungfreisinnigen und der Basler Jungliberalen Partei als Mitglied der Jungfreisinnigen Schweiz aufgenommen.
Bis zum Überschreiten der Altersgrenze waren die Jungfreisinnigen im Nationalrat durch Christian Wasserfallen (Bern), Philippe Nantermod (Wallis) und Christa Markwalder (Bern) und im Ständerat durch Johanna Gapany (Freiburg) und Damian Müller (Luzern) vertreten.
Die Jungpartei ist ein Partner des Schweizerischen Liberalen Studentenverbands, Mitglied des europäischen Dachverbandes LYMEC. Bis 2025 waren sie Mitglied der internationalen Organisation IFLRY.

## Präsidium
- seit 2024: Jonas Lüthy, Basel
- 2019–2024: Matthias Müller, Zürich
- 2016–2019: Andri Silberschmidt, Zürich
- 2012–2016, Maurus Zeier, Luzern (bis 2013 Co-Präsident, danach alleiniger Präsident)
- 2012–2013, Philippe Nantermod, Wallis (Co-Präsident)
- 2010–2012, Brenda Mäder, Thurgau
- 2005–2010: Lena Schneller, Zürich

## Initiative

### Renteninitiative
Am ausserordentlichen Kongress in Solothurn vom 23. Juni 2019 entschieden sich die Delegierten der Jungfreisinnigen dafür, eine Volksinitiative zur Sicherung der Altersvorsorge (AHV) zu lancieren. Die sogenannte «Renteninitiative» sieht vor, das Rentenalter von Mann und Frau zunächst auf 66 Jahre zu erhöhen und danach an die Lebenserwartung (mit Faktor 0,8) zu koppeln. Die Lancierung erfolgte am 5. November 2019. Für die Jungfreisinnigen ist es gemäss eigenen Angaben die zweite Lancierung einer Volksinitiative.
Am 16. Juli 2021 wurde die Initiative mit 108'297 Unterschriften eingereicht und am 25. August 2021 für zustande gekommen erklärt. Sie scheiterte bei der Abstimmung am Volks- und Ständemehr.